# الأسكندر هيليوس
الإسكندر هيليوس (اليونانية: ἈἈέξανδρος Ἥνδρος؛ أواخر 40 قبل الميلاد - غير معروف، ولكن ربما بين 29 و 25 قبل الميلاد) كان أميرًا بطلميًا وابن الفرعون كليوباترا السابعة من الأسرة البطلمية والحاكم الروماني مارك أنطوني. شقيقته التوأم هي كليوباترا سيليني الثانية. أسمت كليوباترا ابنها على اسم الإسكندر الأكبر. اسمه الثاني في اليونانية القديمة يعني "الشمس" وهو النظير للاسم الثاني لأخته التوأم سيلين ويعني القمر.

## حياته
ولد الإسكندر هيليوس وتلقى تعليمه في الإسكندرية. كان الثاني بين أبناء كليوباترا الثلاثة، وكان قيصرون أكبر اخوته. في أواخر عام 34 قبل الميلاد، في فترة هبات الإسكندرية، حصل على لقب "ملك الملوك". كما جعله والداه حاكمًا على أرمينيا وميديا وبارثيا وأي دول لم يتم اكتشافها بعد بين نهري الفرات والسند، على الرغم من أن معظم هذه الأراضي كانت خارج سيطرتهم آنذاك.
كانت هذه المناطق في الواقع يحكمها بالفعل أرضاشيس الثاني ملك أرمينيا (الذي تم انتخابه ملكًا في نفس العام بعد أن أسر أنطوني والده أرتافاسديس الثاني)، وأرتافاسديس الأول ملك ميديا وفراتيس الرابع ملك بارثيا. في عام 33 قبل الميلاد، كان الإسكندر مخطوبًا لقريبته البعيدة يوتابا أميرة ميديا وابنة أرتافاسديس الأول.
ومع ذلك، هُزم مارك أنطوني وكليوباترا على يد أوكتافيان في معركة أكتيوم عام 31 قبل الميلاد. وفي العام التالي، انتحرا عندما غزا أوكتافيان وجيشه مصر. غادرت يوتابا مصر لتعود إلى والدها وتزوجت فيما بعد من ابن عمها الملك ميثريداتس الثالث ملك كوماجيني وهو من أصل أرمني ويوناني.
عندما غزا أوكتافيان مصر، لم يؤذي الإسكندر، لكنه أخذه هو وأخته كليوبانرا سيليني الثانية وأخيه بطليموس فيلادلفوس من مصر إلى روما. احتفل أوكتافيان بانتصاره العسكري في روما من خلال عرض الأطفال بسلاسل ذهبية ثقيلة في الشوارع خلف دمية لأمهم ممسكة بأفعى لذراعها. من غير الواضح ما إذا كان بطليموس فيلادلفوس قد نجا من الرحلة إلى روما، إذ لم يذكر كاسيوس ديو سوى التوأم في كتابه تاريخ روما.
أعطى أوكتافيان الأطفال لأوكتافيا، أخته الكبرى والزوجة السابقة لمارك أنطوني، ليتم تربيتهم تحت وصايتها في روما. وقد استقبلتهم أوكتافيا بكرم وقامت بتعليمهم مع أطفالها.

### حياة لاحقة
مصير الكسندر هيليوس غير معروف. يذكر بلوطرخس وكاسيوس ديو وسوتونيوس أن أوكتافيان قتل ابن مارك أنطوني ماركوس أنطونيوس أنتيلوس وابن كليوباترا مع يوليوس قيصر، قيصرون.
الإشارة الإضافية الوحيدة عن ألكساندر هيليوس وبطليموس فيلادلفوس تأتي من كاسيوس ديو، الذي ذكر أنه عندما تزوجت أختهم كليوباترا سيليني الثانية من الملك جوبا الثاني، أوكتافيان (المسمى آنذاك أوغسطس) أنقذ حياة ألكسندر هيليوس وبطليموس فيلادلفوس كخدمة للزوجين.
بعد وصول الأسكندر هيليوس إلى روما، اختفى من السجلات التاريخية.